# Bruntingthorpe
Bruntingthorpe est un village et une paroisse civile du Leicestershire, en Angleterre. Il est situé dans le district de Harborough, à une quinzaine de kilomètres au sud de la ville de Leicester. Au moment du recensement de 2011, il comptait 425 habitants.
Le village abrite un aérodrome privé (en), correspondant à une ancienne base de la Royal Air Force.